# یواس‌اس ادیتیا (وای-۲۱۴)
یواس‌اس ادیتیا (وای-۲۱۴) (به انگلیسی: USS Edithia (YP-214)) یک کشتی بود که طول آن ۹۸ فوت ۸ اینچ (۳۰٫۰۷ متر) بود. این کشتی در سال ۱۹۰۹ ساخته شد.